# شهرستان آپاناسنکوفسکی
شهرستان آپاناسنکوفسکی (به لاتین: Apanasenkovsky District) یک شهرستان در روسیه است که در سرزمین استاوروپول واقع شده‌است.